# موعود بنیادی‌فر
موعود بنیادی‌فر  (زادهٔ ۱۷ شهریور ۱۳۶۴) داور فوتبال اهل ایران است. وی در سال ۱۳۸۱ داوری را شروع کرده و از سال ۱۳۹۰ در لیگ برتر فوتبال ایران قضاوت می‌کند. وی در سال ۲۰۱۳ وارد لیست بین‌المللی شد 
بنیادی‌فر در تیم داوری دربی شماره ۸۶ قرار داشت و داور چهارم این بازی مهم بود.

## شهرآورد تهران
بنیادی‌فر در تیم داوری سه شهرآورد تهران حضور داشته‌است. در دربی ۹۱و ۱۰۲ داور وسط بوده و در دربی ۸۶ داور چهارم بازی بوده‌است. داربی ۱۰۲ اولین بازی با کمک داور ویدویی (VAR)تاریخ لیگ برتر بود که با داوری موعود بنیادی فر انجام شد.
| حضور بنیادی‌فر در شهرآورد تهران |                |                        | |
| دربی                           | تاریخ          | نتیجه بازی             | گروه داوری |
| شماره ۸۷                       | ۱۰ اسفند ۱۳۹۶  | استقلال ۱ - پرسپولیس ۰ | علیرضا فغانی -- رضا سخندان -- محمدرضا منصوری -- موعود بنیادی‌فر                                                              |
| شماره ۹۰                       | ۳۱ شهریور ۱۳۹۸ | استقلال ۰ - پرسپولیس ۱ | موعود بنیادی‌فر -- محمدرضا منصوری -- حسن ظهیری -- سعید علی‌نژادیان                                                            |
| شماره ۱۰۲                      | ۲۳ آذر ۱۴۰۲    | پرسپولیس ۱ - استقلال ۱ | موعود بنیادی‌فر -- محمدرضا منصوری -- حسن ظهیری -- بیژن حیدری -- زید ثامر محمد و حیدر عبدالحسن علی، دو داور عراقی در اتاق VAR |

## جام ملت‌های آسیا ۲۰۲۳
بااعلام AFC موعود بنیادی فر به همراه کمک‌های خود سعید قاسمی و علیرضا ایلدروم بازی
بین تیم‌های عمان و تایلند را قضاوت کرد.
داور چهارم این بازی علیرضا فغانی انتخاب شده‌است.

## جام ملت‌های زیر ۲۳ سال آسیا ۲۰۲۴
با اعلام کنفدراسیون فوتبال آسیا موعود بنیادی فرد به عنوان داور، سعید قاسمی و علیرضا ایلدروم به عنوان کمک های وی قضاوت دیدار فینال جام ملتهای زیر ۲۳ سال آسیا ۲۰۲۴ که میان تیم های ملی امید ژاپن و امید ازبکستان برگزار شد را برعهده داشت.